# Glamsbjerg
Glamsbjerg er en by på det vestlige Fyn med 3.356 indbyggere  (2024), beliggende 29 km sydvest for Odense, 25 km nord for Faaborg, 16 km syd for Aarup og 15 km øst for Assens. Byen hører til Assens Kommune og ligger i Region Syddanmark. I 1970-2006 var Glamsbjerg kommunesæde for Glamsbjerg Kommune.
Glamsbjerg hører til Køng Sogn. Køng Kirke fra Middelalderen ligger i Køng, der nu er en sydøstlig bydel i Glamsbjerg. Glamsbjerg Kirke fra 1912 ligger i den nordlige del af byen. 1 km øst for byen ligger hovedgården Søholm og Søholm Sø. Haarby Å udspringer ved Krengerup Gods, løber gennem søen, passerer Glamsbjerg, Køng og Haarby inden den munder ud i Helnæs Bugt.

## Faciliteter
- Vestfyns Gymnasium har ca. 570 elever og 60 ansatte. Byen har også Det Blå Gymnasium med 29 ansatte, som udbyder det 3-årige HHX, det 2-årige EUX og den 1-årige erhvervsuddannelse (EUD).
- Glamsbjergskolen er byens folkeskole med 408 elever i 22 klasser, fordelt på 0.-9 klassetrin. Skolen har desuden Assens Kommunes 10. klassecenter med ca. 150 elever, fordelt på 6 klasser.[2]
- Glamsbjerg Fri- og Efterskole består af en friskole og en efterskole. Friskolen begyndte i 1898 med et enkelt klasselokale og to klasser. Efterskolen kom til i 1905. Friskolen har elever fra 0.-9. klassetrin med én klasse på hver årgang. Efterskolen har elever på 9.-10. klassetrin og får 85 nye elever hvert år, svarende til 4 klasser. Skolerne har 36 ansatte.[3] Byen har også Glamsdalens Idrætsefterskole.
- Køng Højskole fra 1876 blev lukket i 2009.[4] I bygningen drives nu Køng Idrætsfriskole, som har elever fra 0. til 9. klassetrin. På den anden side af vejen ligger Køng Idrætsvuggestue og Børnehave.
- Mulighedernes Hus - det tidligere rådhus - rummer bl.a. børneinstitution. Friskolen fik i 2017 et børnehus med vuggestue til 14 børn og børnehave til 48 børn. Huset Gummerup, der lå i Køng/Gummerup og havde børnehave, skole og SFO, blev lukket i august 2021.[5]
- De Gamles Hjem er et gammelt plejehjem. Den ældste del blev taget i brug i 1934. Det er moderniseret og udvidet i 1980. I 2000 blev en ny fløj med 7 toværelses lejligheder taget i brug. I 2003 blev endnu en fløj med 8 toværelses lejligheder taget i brug. Den gamle del af huset blev renoveret til 10 lejligheder og taget i brug i 2012.
- Hotel Glamsbjerg, der blev startet som gæstgiveri i 1884 over for stationen, er nu 12 ferielejligheder, men har stadig restaurant og 3 selskabslokaler. Bag hotellet blev Glamsbjerg Friluftsbad etableret i 1935. Det er stadig i brug, og Glamsbjerghallen blev indviet i 1969.
- Byen har supermarked, grillbar, bibliotek, biograf, lægehus, tandlægeklinik og swingerklub.

## Historie

### Landsbyen
Glamsbjerg landsby omfattede i 1682 11 gårde, 2 huse med jord og 4 huse uden jord. Det samlede dyrkede areal udgjorde 341,3 tønder land skyldsat til 57,03 tønder hartkorn. "Glamsbjerg havde 4 vange alle med rotationen 2/2 samt den nordlige vang, Heemarken, der blev brugt i to år og hvilede i fire."
I 1873 omtales byen således: "Glamsbjerg med Veir- og Vandmølle og Fattiggaard".

### Assensbanen
Glamsbjerg fik station på Assensbanen, der blev etableret i 1884 mellem Tommerup Stationsby og Assens. Stationsbygningen er bevaret på Teglværksvej 4. Persontrafikken ophørte i 1966, men godstransporten fortsatte en snes år længere. Assensbanens skinner ligger der stadig, og man kan køre 28½ km på skinnecykel - næsten hele strækningen mellem de to endestationer.

### Stationsbyen
I 1899 omtales byen således: "Glamsbjærg, ved Assens-Odense-vejen, med Skole og Privatskoler, Fattiggaard (opf. 1869, Plads for 50 Lemmer), Lægebolig, Mølle, Bagerier, Cykle- og Maskinfabrik, Dampteglværk (et Interessentskab), Cementtagstensfabrik (et Interessentskab), Kalkværk. Dampsavskæreri, Maltgøreri, Ølbryggeri, Købmandsforretninger, Handelsgartneri, Markedsplads (Markeder i Apr. og Okt. med Heste, Kvæg og Faar), Gæstgiveri, Jærnbane-, Telegraf- og Telefonstation samt Postekspedition".

### Folketal
| 1901 | 1906 | 1911 | 1916  | 1921  | 1925  | 1930  | 1935  | 1940  | 1945  | 1950  | 1955  | 1960  | 1965  |
| ---- | ---- | ---- | ----- | ----- | ----- | ----- | ----- | ----- | ----- | ----- | ----- | ----- | ----- |
| 658  | 749  | 908  | 1.009 | 1.100 | 1.250 | 1.391 | 1.431 | 1.288 | 1.167 | 1.151 | 1.598 | 1.719 | 1.740 |

Hertil kom i Glamsdalen 314 i 1945 og 318 i 1950. Den var fra 1955 lagt sammen med Glamsbjerg.
I 1911 var fordelingen efter næringsveje: 132 levede af landbrug, 337 af håndværk og industri, 160 af handel, 78 af transport.
I 1930 var fordelingen efter næringsveje: 159 levede af landbrug, 576 af håndværk og industri, 145 af handel, 138 af transport, 122 af immateriel virksomhed, 113 af husgerning, 116 var ude af erhverv og 22 havde ikke angivet indkomstkilde.

## Kerry
Kerry Ingredients & Flavours - siden 2004 en afdeling af irske Kerry Group - blev startet i 1906 som et privat mejeri i Glamsbjerg. Det blev senere overtaget af norske Kavli, som medbragte en langtidsholdbar smelteost, der blev den helt store salgsvare. Kavli var i 1950'erne og 1960'erne Glamsbjergs største arbejdsplads med ca. 120 ansatte.
I 1969 slog fabrikken sig på ostepulver. Den indkøber osterester fra producenterne i 94 smagsvarianter og forvandler osten til et tørt pulver, der bruges som koncentrerede smagsgivere i fødevareindustrien, typisk i kiks, snacks, saucer, færdigretter og smelteost. Sammen med Lactosan i Ringe leverer Kerry i Glamsbjerg i dag mellem 50 og 70 procent af verdens produktion af ostepulver.

## Kendte personer
- På Søndergade er der rejst en mindesten for lægen Holger Ove Bisgaard (1880-1943)
- Karen Hækkerup (1974-), tidligere socialdemokratisk folketingsmedlem og minister - opvokset i byen.